# Hora punta (programa de televisión)
Hora punta fue un programa español de entretenimiento, presentado por Javier Cárdenas y emitido en La 1 de Televisión Española, del 10 de octubre de 2016 hasta julio de 2018. En agosto de 2018 se anunció su cancelación definitiva. Centrado en actualidad, reportajes y zapeo, ha sido cuestionado en diversas ocasiones acusado de poco rigor informativo y sexismo.

## Mecánica
Hora punta fue un programa de entrevistas y reportajes en clave de humor que se emitía de lunes a jueves en La 1. 
Se estrenó el 10 de octubre de 2016. Su presentador y productor es Javier Cárdenas. El programa tenía varias secciones, presentadas por un equipo de colaboradores: Alejandra Castelló, Tony Martínez, Alberto Peñarroya y Albert Lesán. En ellas se presentan vídeos humorísticos, trucos de magia, talentos desconocidos, fenómenos paranormales, pruebas de dificultad y apuestas entre los miembros del programa. Ha ido incorporando a varios colaboradores que ahora son habituales, como Àlex Casademunt, Esmeralda Moya o Melani Olivares, que participan en las entrevistas que se hacen a los famosos invitados.

## Historia
Hora punta se estrenó el 10 de octubre de 2016 en el access de La 1. El espacio obtuvo una cuota de pantalla del 8-9%, por debajo de la media de la cadena. Sin embargo, pese a estas bajas audiencias, en febrero de 2017 el consejo de administración de RTVE dio luz verde a una nueva jornada de entregas del programa.
A finales de mayo de 2018, el programa fue renovado para una nueva temporada como late night semanal en vez de diario triplicando presupuesto de 40.000 a 150.000 euros, una renovación que recibió diversas críticas.
El 28 de agosto de 2018 la dirección de TVE, tras el cambio en la presidencia de la corporación RTVE, optó por la cancelación definitiva del programa informando que sería sustituido por un proyecto de Raquel Sánchez Silva de entretenimiento familiar. Cárdenas anunció el estudio de acciones legales por la cancelación.

## Críticas
Álvaro P. Ruiz, en El País, tacha el programa de "insufrible" y añade que la mayoría de las "supuestas noticias" que comentan son "insulsas, superficiales, nada interesantes".
En varias ocasiones el programa ha dado voz, tanto a practicantes de falsas terapias, como la morfopsicología, como a conspiranoicos que relacionan el autismo con la vacunación, o los llamados chemtards —«chemtraileros», en español— que aseguran que los huracanes son creados y manipulados artificialmente para que sean más destructivos.
También ha sido denunciado en diversas ocasiones por contenidos sexistas en la comisión de control de RTVE del Parlamento español donde se ha cuestionado que sea un programa apropiado para la emisión de una televisión pública.

## Equipo

### Presentador
- Javier Cárdenas (2016 - 2018): presentador titular.
- Alejandra Castelló (2016 - 2018): copresentadora titular.

### Colaboradores
- Mag Lari (2017 - 2018)
- Óscar Pierre (2017 - 2018)
- Teresa Bueyes (2017 - 2018)
- Pablo Pineda Ferrer (2016 - 2017)
- Marcos García-Montes (2018)
- Javier Urra (2018)
- Xavi Collado (2018)
- Anthony Blake (2018)
- Luis Pardo (2018)
- Pablo Ibáñez (2018)
- Pilar Íñigo (2018)
- Jorge Luengo (2017 - 2018)
- Sandra Burgos (2016 - 2018): Abogada matrimonialista, colaboradora habitual.

### Antiguos
- Angie Cárdenas (2016 - 2017)
- Àlex Casademunt (2016 - 2017)
- Esmeralda Moya (2016 - 2017)
- Alberto Peñarroya (2016 - 2017)
- Tony Martínez (2016 - 2017)
- Quique Jiménez 'Torito' (2016 - 2017)
- Melani Olivares (2017 - 2018)
- Samanta Villar (2017 - 2018)
- Irma Soriano (2017 - 2018)
- Gisela (2017 - 2018)
- Natalia Rodríguez (2017 - 2018)
- José Manuel Parada Rodríguez (2017 - 2018)
- José María Íñigo (2017 - 2018)

## Audiencias
| Temporadas  | Estreno               | Final                   | Audiencia    | Audiencia |
| Temporadas  | Estreno               | Final                   | Espectadores | Cuota     |
| ----------- | --------------------- | ----------------------- | ------------ | --------- |
| 1 Temporada | 10 de octubre de 2016 | 18 de diciembre de 2017 | 1.630.000    | 8,4%      |
| 2 Temporada | 8 de enero de 2018    | 3 de julio de 2018      | 1.137.000    | 7,6%      |